# Edith Roger
Edith Roger (Son, 29 maggio 1922 – 24 febbraio 2023) è stata una regista teatrale, ballerina e coreografa norvegese.

## Biografia
Nata a Son, odierna Vestby, nel 1922, si trasferì durante l'infanzia con la famiglia a Oslo e qui iniziò a studiare danza classica con Marguerite Thoresen, proseguendo poi gli studi di danza moderna con Gerd Kjølaas durante la seconda guerra mondiale. Esordì sulle scene nel 1945 al Rogaland Teater e, successivamente, danzò al Ny Norsk Ballett tra il 1948 e il 1958 e alla Den Norske Opera & Ballett dal 1958 al 1962. Danzò diversi ruoli da prima ballerina, tra cui Colombina nel Carnaval di Michel Fokine e quello dell'eponima protagonista nella Medea di Birgit Cullberg.
Nel 1954 fece il suo esordio come coreografa, contribuendo alla formazione del Spelet om Heilag Olav, una rievocazione storica della battaglia di Stiklestad del 1030. Nel 1958 fu la volta di Haugtussa, basato sulle poesie di Arne Garborg, mentre nel 1969 portò al debutto Mot Solen, ispirato alla vite e l'opera di Edvard Munch. Ha dato l'addio alle scene come ballerina nel 1964, tornando a danzare per un'ultima volta nel 2002 in Memento Mori.
Dal 1967 al 1999 fu regista al Nationaltheatret, dove diresse una cinquantina di opere teatrale. Nei suoi tre decenni al Teatro Nazionale portò in scena classici di Henrik Ibsen come Casa di bambola (1971), Peer Gynt (1975 e 1985), Quando noi morti ci risvegliamo (1981) e Hedda Gabler (1988), ma anche opere di William Shakespeare, Peter Weiss e Tom Stoppard. Figura di spicco nel panorama del teatro norvegese del secondo Novecento, fu insignita del Norsk kulturråds ærespris nel 2002 e dell'Heddaprisen nel 2010.